# Páncreas
El páncreas (del griego πάνκρεας) es un órgano del aparato digestivo y del sistema endocrino de los vertebrados. En los seres humanos se localiza en la cavidad abdominal, justo detrás del estómago. 
El páncreas es tanto una glándula endocrina como exocrina.  Como glándula endocrina, tiene la función de secretar al torrente sanguíneo varias hormonas importantes, entre las que se encuentran insulina, glucagón, polipéptido pancreático y somatostatina. Como glándula exocrina, el páncreas segrega jugo pancreático al duodeno a través del conducto pancreático. Este jugo contiene bicarbonato, que neutraliza los ácidos que entran en el duodeno procedentes del estómago; y enzimas digestivas, que descomponen los carbohidratos, proteínas y lípidos de los alimentos. Debido a su papel en la regulación del azúcar en la sangre, el páncreas es el órgano clave en la diabetes mellitus.

## Historia
La palabra páncreas proviene del griego πᾶν (pân, "todo") y κρέας (kréas, "carne") en referencia a su color rojo parecido a la carne.
La función del páncreas en la diabetes se conoce desde al menos 1889, y su papel en la producción de insulina se identificó en 1921.

## Anatomía en humanos
El páncreas, en los seres humanos, se encuentra por detrás del estómago, en sentido transversal entre el duodeno y el bazo, a nivel de la primera y segunda vértebras lumbares, junto a las glándulas suprarrenales. Forma parte del contenido del espacio retroperitoneal.
Tiene forma alargada y se divide en varias partes llamadas cabeza, cuello, cuerpo y cola. En la especie humana mide entre 15 a 20 centímetros (cm) de largo, 4-5 cm de grosor, con un peso que oscila entre 70 y 150 gramos (g).

### Sectores anatómicos

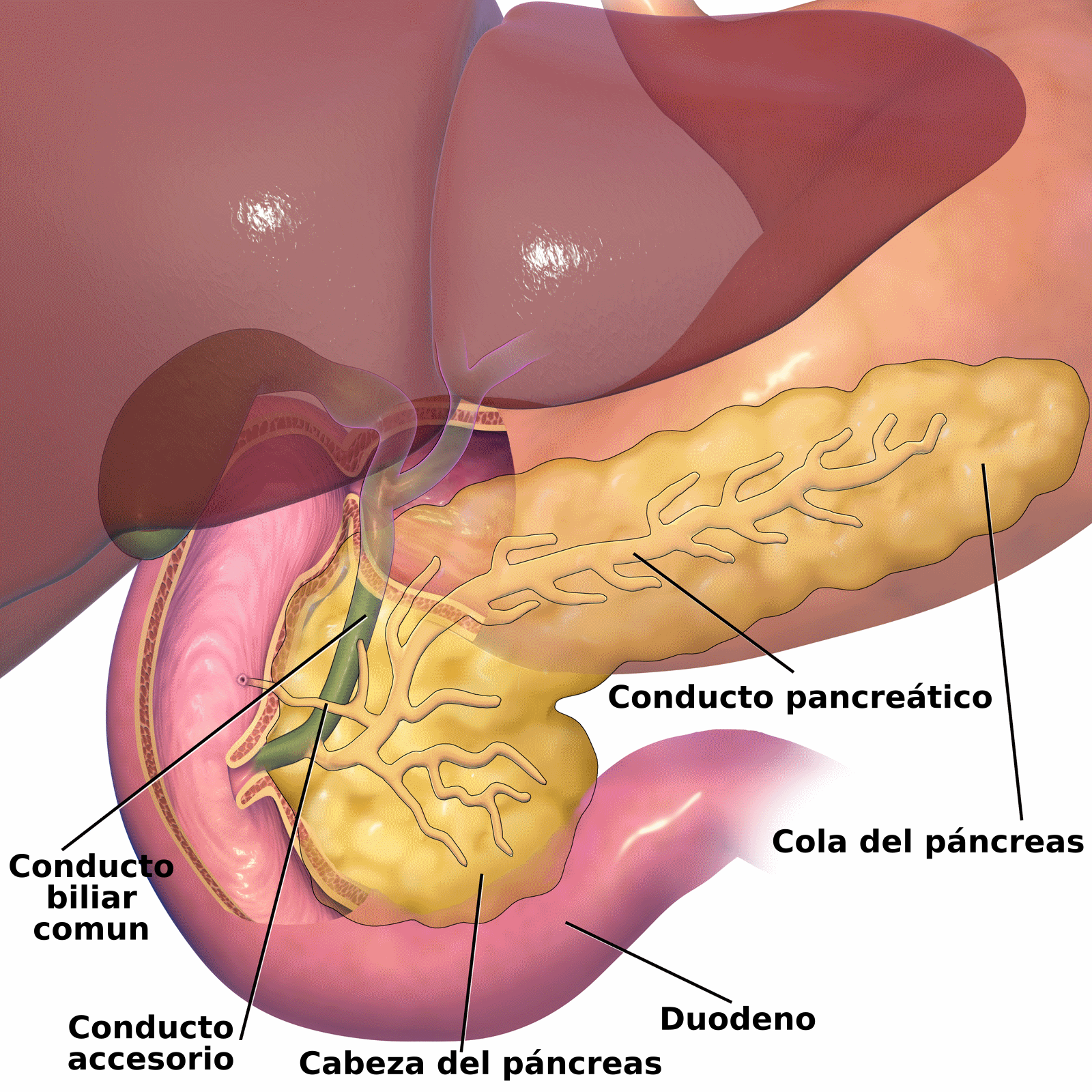
Anatomía del páncreas.

- Cabeza: dentro de la concavidad del duodeno o asa duodenal formada por las tres primeras porciones del duodeno y asciende oblicuamente hacia la izquierda.[8]
- Proceso unciforme: posterior a los vasos mesentéricos superiores.
- Cuello: anterior a los vasos mesentéricos superiores (arteria mesentérica superior y vena mesentérica superior). Posterior a él se crea la vena porta.
- Cuerpo: continúa posterior al estómago hacia la izquierda y ascendiendo ligeramente.
- Cola: termina tras pasar entre las capas del ligamento esplenorrenal. La única parte del páncreas intraperitoneal.
- Conducto pancreático principal o Conducto de Wirsung: empieza en la cola dirigiéndose a la derecha por el cuerpo. En la cabeza cambia de dirección a inferior. En la porción inferior de la cabeza se une al conducto colédoco acabando en la ampolla hepatopancreática o de Vater que se introduce en el duodeno descendente (segunda parte del duodeno).[9]
- Conducto pancreático accesorio o Conducto de Santorini: se forma de dos ramas, la primera proveniente de la porción descendente del conducto principal y la 2.ª del proceso unciforme.

El canal común que lleva la bilis y las secreciones pancreáticas al duodeno está revestido por un complejo circular de fibras de músculo liso que se condensan en el esfínter de Oddi a medida que atraviesan la pared del duodeno.

## Embriología
El páncreas humano se desarrolla a partir de la quinta semana de vida embrionaria en la parte caudal del intestino anterior, a partir de brotes endodérmicos dorsal y ventral. El borde ventral forma el proceso unciforme y la cabeza pancreática. Gira hacia atrás y se fusiona con el brote dorsal que formará la parte restante de la glándula, es decir, cuello cuerpo y cola. Cuando esta fusión no ocurre dará origen a una anomalía que se llama Páncreas divisum.

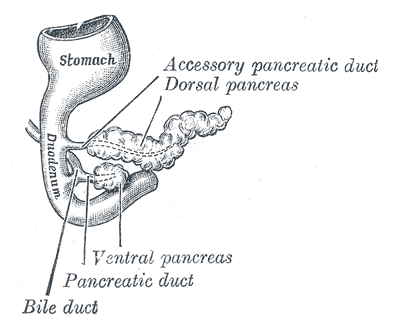
Páncreas en un embrión humano de 5 semanas
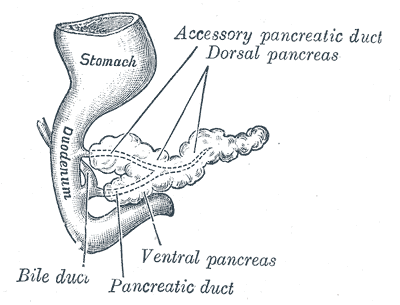
Páncreas en un embrión humano al final de la sexta semana

### Variación anatómica
Existen varias variaciones anatómicas, relacionadas con el desarrollo embriológico de los dos divertículos o brotes  pancreáticos.  El páncreas se desarrolla a partir de estos dos divertículos a cada lado del duodeno. El brote ventral gira para colocarse junto al brote dorsal, y finalmente se fusionan. Si los dos brotes no se fusionan —cada uno con su ducto—, puede existir un páncreas con dos ductos separados. Esta anomalía, llamada páncreas divisum, no tiene consecuencias físicas. Si el brote ventral no gira completamente, puede existir un páncreas anular. En ocasiones existe un conducto pancreático accesorio o secundario llamado conducto de Santorini.

## Vascularización

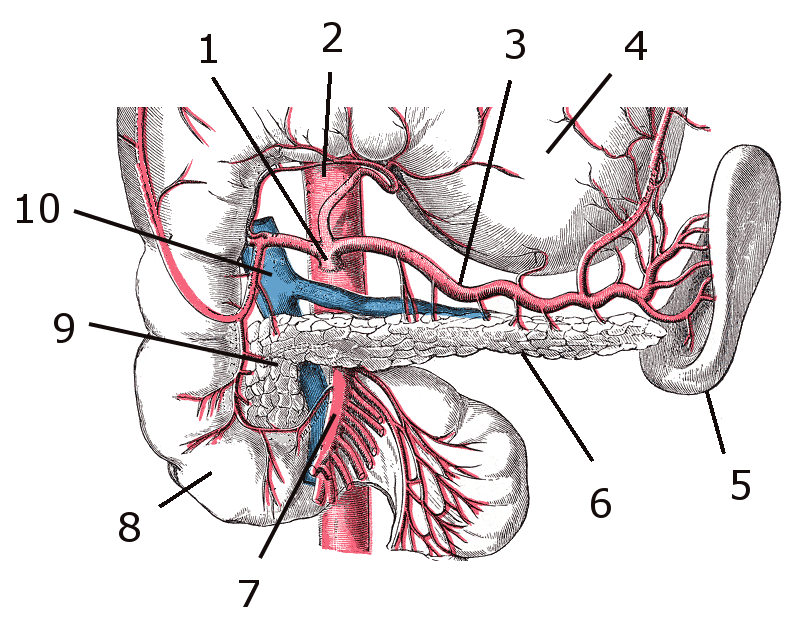
Vascularización del páncreas, el estómago se ha desplazado para mejorar la visión: 1. Tronco celíaco, 2. Aorta abdominal, 3. Arteria esplénica, 4. Estómago, 5. Bazo, 6. Páncreas, 7. Arteria mesentérica superior, 8. Duodeno, 9. Cabeza del páncreas, 10. Vena porta

El páncreas humano recibe sangre de las arterias del tronco celiaco y de la arteria mesentérica superior, ambos son ramas de la aorta abdominal.
- Cabeza y proceso unciforme son irrigados por las ramas anteriores y posteriores anastomosadas de las arterias pancreaticoduodenales inferiores y superiores.[13]
  - La arteria pancreaticoduodenal superior proviene de la arteria gastroduodenal, que a su vez es rama de la arteria hepática común, rama del tronco celíaco procedente de la aorta abdominal.
  - La arteria pancreaticoduodenal inferior se origina de la arteria mesentérica superior, rama de la aorta abdominal.
- Cuello, cuerpo y cola poseen irrigación superior e inferior.
  - La irrigación superior procede de la arteria esplénica (del tronco celíaco) que en su trayecto hacia el bazo da múltiples ramas pancreáticas de la arteria esplénica que se anastomosan con la irrigación inferior de cuello, cabeza y cola.[13]
  - La irrigación inferior proviene de la rama pancreática dorsal de la arteria esplénica que al anastomosarse con parte de la pancreaticoduodenal inferior genera la arteria pancreática transversa inferior.

## Inervación
Los nervios que controlan el páncreas provienen del plexo solar, acompañan a los vasos y dentro de la glándula forman un plexo interlobulillar y plexos periacinosos provistos de células ganglionares especiales.

Existen  grandes haces de fibras nerviosas de paso en la región dorsal del páncreas y están asociadas con el plexo mesentérico superior.

Los nervios simpáticos posganglionares de los plexos solar y mesentérico superior inervan los vasos sanguíneos pancreáticos.
Los nervios extrapancreáticos se proyectan directamente a los islotes pancreáticos o bien convergen en los ganglios intrapancreáticos.

## Histología
El páncreas tiene una parte exocrina cuya función es digestiva y una parte endocrina con funciones metabólicas, por lo tanto es una glándula mixta.

### Porción exocrina

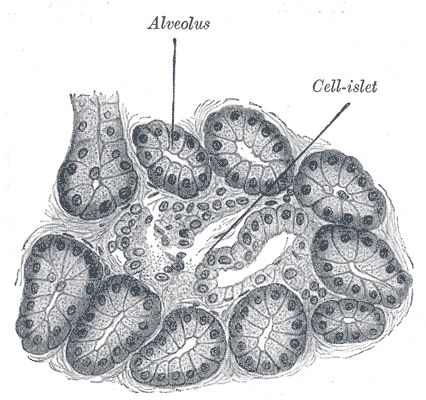
Acinos exocrinos (Alveolus) e Islotes endocrinos (Cell-Islet). Microscopio óptico, dibujo semiesquemático 1868

Su unidad histológica es el acino pancreático (del griego acino: "uva"), por ser una estructura histológica esférica y uvoide hueca.

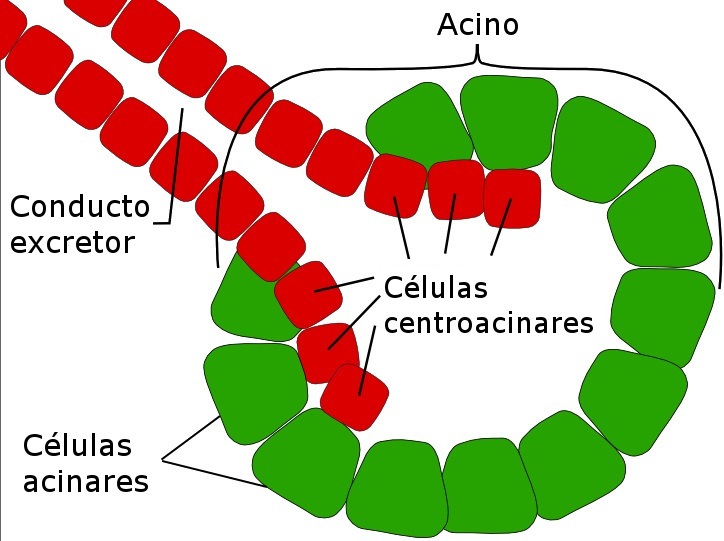
Esquema de un acino del páncreas

- Células acinares. Sintetizan y liberan enzimas digestivas
- Células centroacinares y células ductales intercaladas. Sintetizan y liberan una solución buffer rica en bicarbonato.

### Porción endocrina

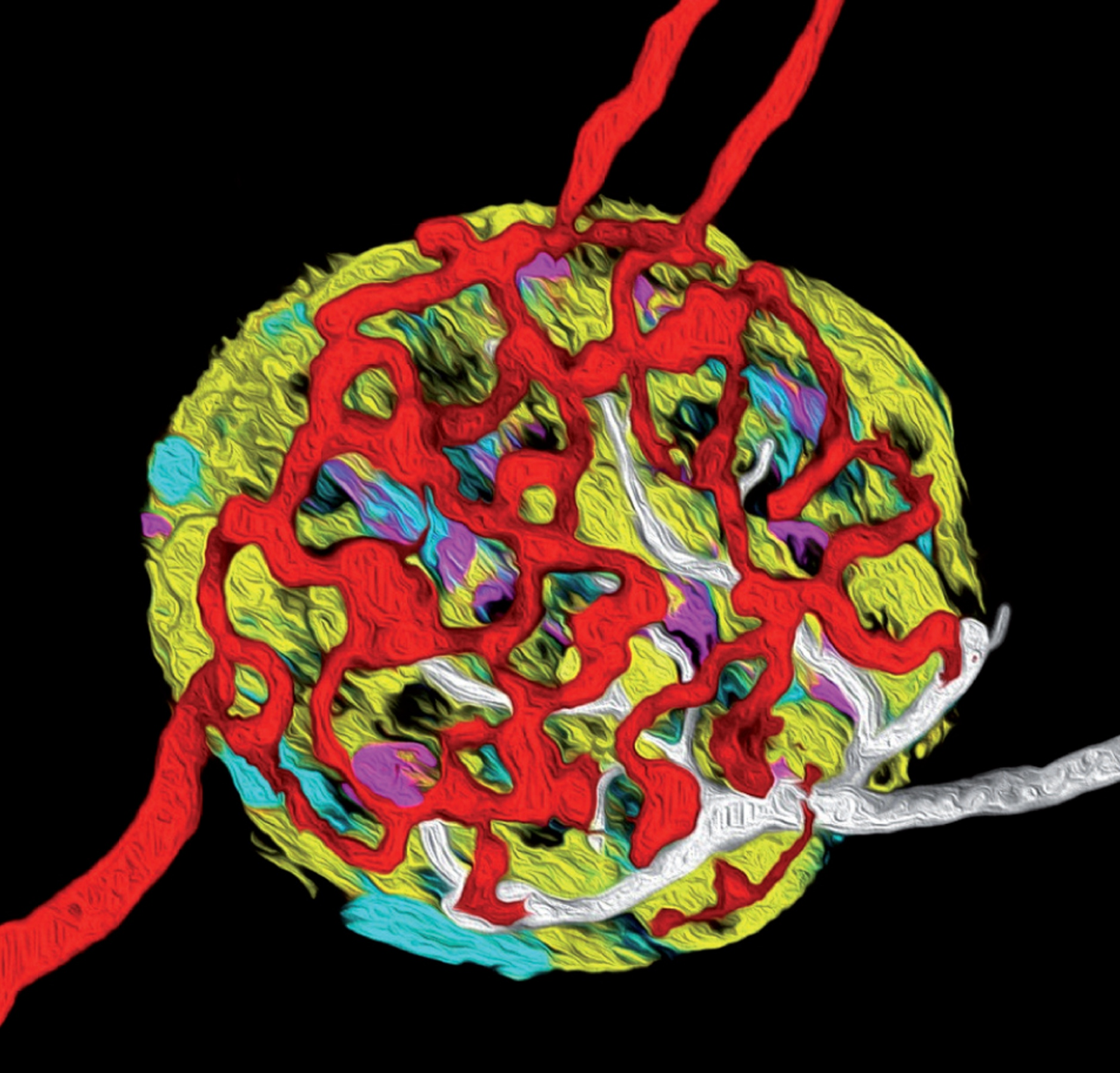
Reconstrucción 3D de islote pancreático. Vasos externos en rojo. Nervios en blanco.

La unidad histológica del páncreas endócrino son los islotes, que consisten en cúmulos de células secretoras de hormonas. Los acúmulos de células endócrinas forman pequeños «racimos» o «islotes», dispersos por todo el órgano.
 Hay más de un millón ( 1-3 × 106) de tales islotes en el páncreas humano normal. Los Islotes pancreáticos tienen un tamaño entre 100-500 micrómetros (μm) y cada uno agrupa 1000-5000 células endócrinas de diferente tipo.

Otros componentes del islote son: células vasculares (células endoteliales, pericitos), eritrocitos, células del estroma (fibroblastos), células inmunitarias (granulocitos, linfocitos, macrófagos, células dendríticas) y neuronas.
Existen diversos tipos de células endócrinas dentro de los islotes de Langerhans cada una de las cuales produce al menos una hormona diferente.
- Célula alfa (α).
- Célula beta (β).
- Célula gama (γ).
- Célula delta (δ).
- Célula épsilon (ε).
- Célula G.

## Función
El páncreas es una glándula mixta, es decir que es tanto una glándula exocrina como una glándula endocrina.

### Páncreas exocrino
Su unidad funcional es el acino pancreático. La secreción del páncreas tiene un componente acuoso sintetizado por las células centroacinares y un componente enzimático o proteico sintetizado por las células acinares (pequeño volumen del total de la secreción exocrina del páncreas que contiene enzimas digestivas para todos los constituyentes de las comidas: carbohidratos, lípidos y proteínas).
- Células acinares. Sintetizan y liberan enzimas digestivas: amilasa pancreática, lipasa pancreática, colesterol esterasa pancreática, ribonucleasa, desoxirribonucleasa, elastasa, y proenzimas tripsinógeno, quimotrisinógeno, procarboxipolipeptidasa, inhibidor de la tripsina, proteína que protege de la activación accidental intracelular o en el conducto pancreático.
- Células centroacinares y células ductales intercaladas. Sintetizan y liberan una solución buffer rica en bicarbonato, cuya función es neutralizar el ácido del contenido duodenal.[20][8]

### Páncreas endócrino
La unidad funcional del páncreas endócrino son los islotes de Langerhans, que consisten en cúmulos de células secretoras de hormonas.

Como glándula endócrina tiene la función de secretar al torrente sanguíneo varias hormonas importantes, entre las que se encuentran insulina, glucagón, polipéptido pancreático, somatostatina, grelina.
- Célula Alfa (α). Las células alfa sintetizan y liberan glucagón.[21] El glucagón aumenta el nivel de glucosa sanguínea a partir del glucógeno almacenado en los hepatocitos. La liberación del glucagón es inhibida por la hiperglucemia. Representan entre el 10 y el 20 % del volumen del islote.
- Célula beta (β). Las células beta producen y liberan insulina,[4] hormona que disminuye el nivel de glucosa en la sangre (facilita su utilización por parte de las células, y retira el exceso que se almacena en el hígado en forma de glucógeno).

Islote rodeado por acinos

- Célula Gama (γ). Estas células PP producen y liberan el polipéptido pancreático que tiene acciones inhibitorias en el intestino, reduce el vaciamiento gástrico y la actividad motora intestinal.
- Célula delta (δ). Las células delta,  producen somatostatina,[22][23] que reduce las contracciones del músculo liso del tracto digestivo y la vesícula biliar, induce glucógeno lisis y como consecuencia una hiperglucemia. Las células D1 producen la hormona denominada polipéptido intestinal vasoactivo.
- Célula épsilon (ε). Las células épsilon, producen grelina, hormona que induce la sensación de hambre, modula la relajación receptiva de las fibras musculares lisas de la muscularis externa del tracto gastrointestinal.
- Célula G. Las células G secretan la hormona gastrina, que liberada pasa a la sangre y estimula el vaciamiento gástrico y la producción de ácido clorhídrico por las células parietales del estómago.

## Enfermedades
Algunas de las más habituales son las siguientes:
- Diabetes mellitus tipo I. Se debe a la incapacidad de las células beta del páncreas para secretar insulina. Solamente 1 de cada 20 personas con Diabetes tiene diabetes tipo 1, afecta preferentemente a jóvenes y niños. La administración de insulina en estos pacientes es obligatoria.
- La inflamación del páncreas se conoce como pancreatitis, producida por causas como el consumo crónico de alcohol y los cálculos biliares.
- Pancreatitis aguda. Es una enfermedad grave que puede ser mortal si no se trata de inmediato. Los síntomas, aunque muy dolorosos, no son muy claros, ya que pueden confundirse con los de una peritonitis o los de una obstrucción intestinal, por lo que las estadísticas actuales no son totalmente exactas con respecto a este tema.
- Pancreatitis crónica. Es un proceso inflamatorio (inflamación química) consecuencia de la liberación de enzimas pancreáticas activas dentro del parénquima glandular. Se caracteriza por diarrea crónica con esteatorrea y pérdida de peso por malabsorción.
- Cáncer de páncreas. Es difícil de detectar con anticipación. No causa síntomas de inmediato. Cuando los síntomas aparecen, suelen ser vagos o imperceptibles. Incluyen una coloración amarillenta de la piel y los ojos, dolor en el abdomen y la espalda, pérdida de peso y fatiga. Además, como el páncreas está oculto detrás de otros órganos, los profesionales de la salud no pueden ver ni palpar los tumores en los exámenes de rutina. Dado que frecuentemente se detecta tarde y se disemina rápidamente, el cáncer de páncreas puede ser difícil de tratar. Los posibles tratamientos incluyen cirugía, radiación y quimioterapia. El cáncer de páncreas es la cuarta causa principal de muerte por cáncer en los Estados Unidos. Algunos factores de riesgo para el desarrollo de cáncer de páncreas incluyen fumar y sufrir pancreatitis crónica.
- Fibrosis quística es una enfermedad hereditaria de las glándulas mucosas que también afecta el páncreas. La FQ hace que el moco sea espeso y pegajoso. Se observan procesos característicos de cicatrización (fibrosis) y formación de quistes dentro del páncreas.

## En otros animales

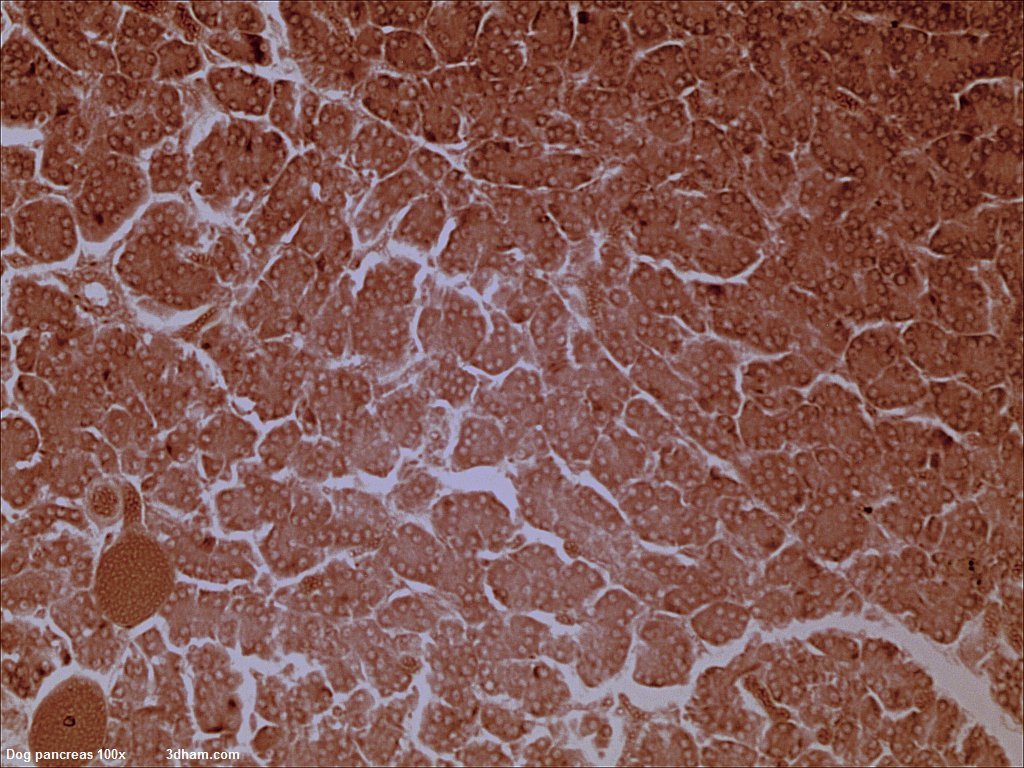
Páncreas de perro ampliado cien veces

El tejido pancreático está presente en todas las especies de vertebrados, pero su forma exacta y su disposición varían ampliamente. Puede haber hasta tres páncreas separados, dos de los cuales surgen a partir de yemas ventrales, y el otro de la yema dorsal. En la mayoría de las especies (incluidos los humanos), estos se fusionan en el adulto, pero hay varias excepciones. Incluso cuando un solo páncreas está presente, dos o tres conductos pancreáticos pueden persistir, para drenar por separado en el duodeno (o parte equivalente del intestino anterior).

### Aves
Las aves, por ejemplo, suelen tener tres conductos, dos de los cuales surgen de yemas ventrales, y el otro de la yema dorsal.
El páncreas del avestruz es una glándula extensa, formada por muchos lobulillos y rodeada por tejido adiposo. Es una glándula mixta y compuesta, constituida por un parénquima (islotes pancreáticos y acinos glandulares) y un estroma representado por una cápsula, numerosos tabiques y el hilio.

### Peces
En los peces teleósteos el tejido pancreático se distribuye de manera difusa a través del mesenterio e incluso dentro de otros órganos cercanos, como el hígado o el bazo. En unas pocas especies de teleósteos, el tejido endocrino se ha fusionado para formar una glándula distinta dentro de la cavidad abdominal, pero por lo demás está distribuido entre los componentes exocrinos. La disposición más primitiva, sin embargo, parece ser la de lampreas y pulmonados, en el que el tejido pancreático se encuentra como un número de nódulos discretos dentro de la pared del propio intestino, con las porciones exocrinas siendo poco diferente de otras estructuras glandulares del intestino.

## Imágenes

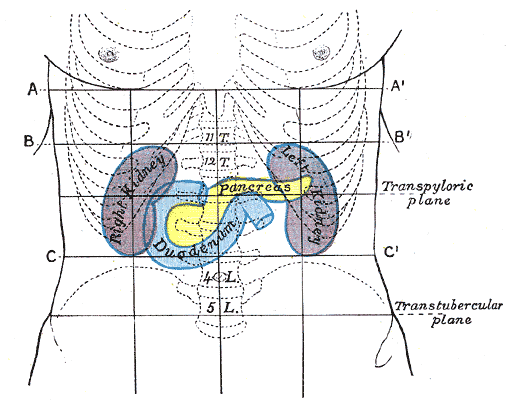
Abdomen visto de frente
Órganos digestivos: 1.Esófago 2.Diafragma 3.Estómago 4.Hígado 5.Vesícula biliar 6.Duodeno 7.Páncreas 8.Bazo
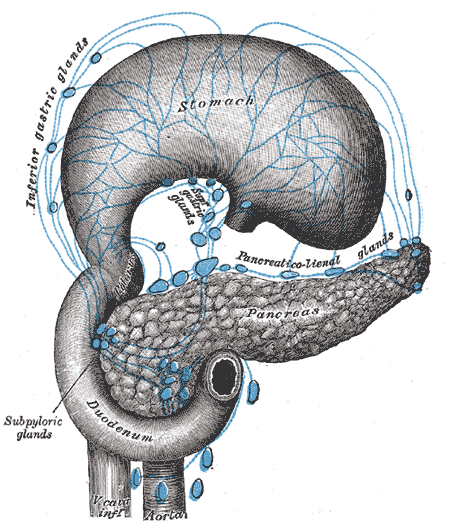
Ganglios linfáticos del estómago
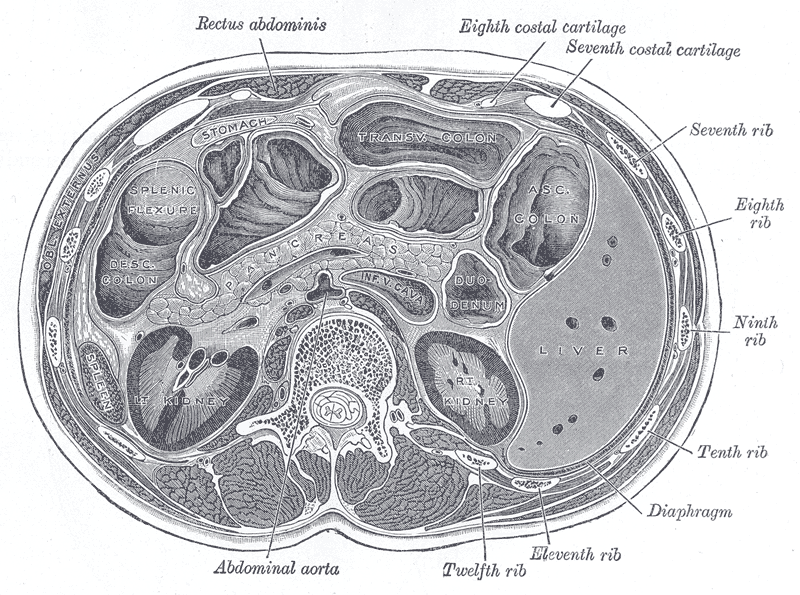
Sección transversal a través de la primera vértebra lumbar, mostrando las relaciones con el páncreas
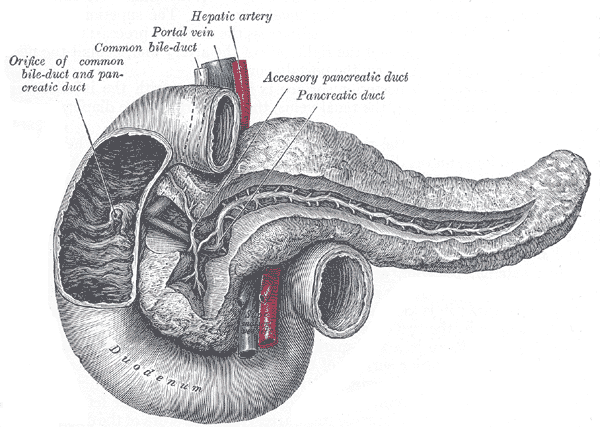
Posición del páncreas rodeado del duodeno
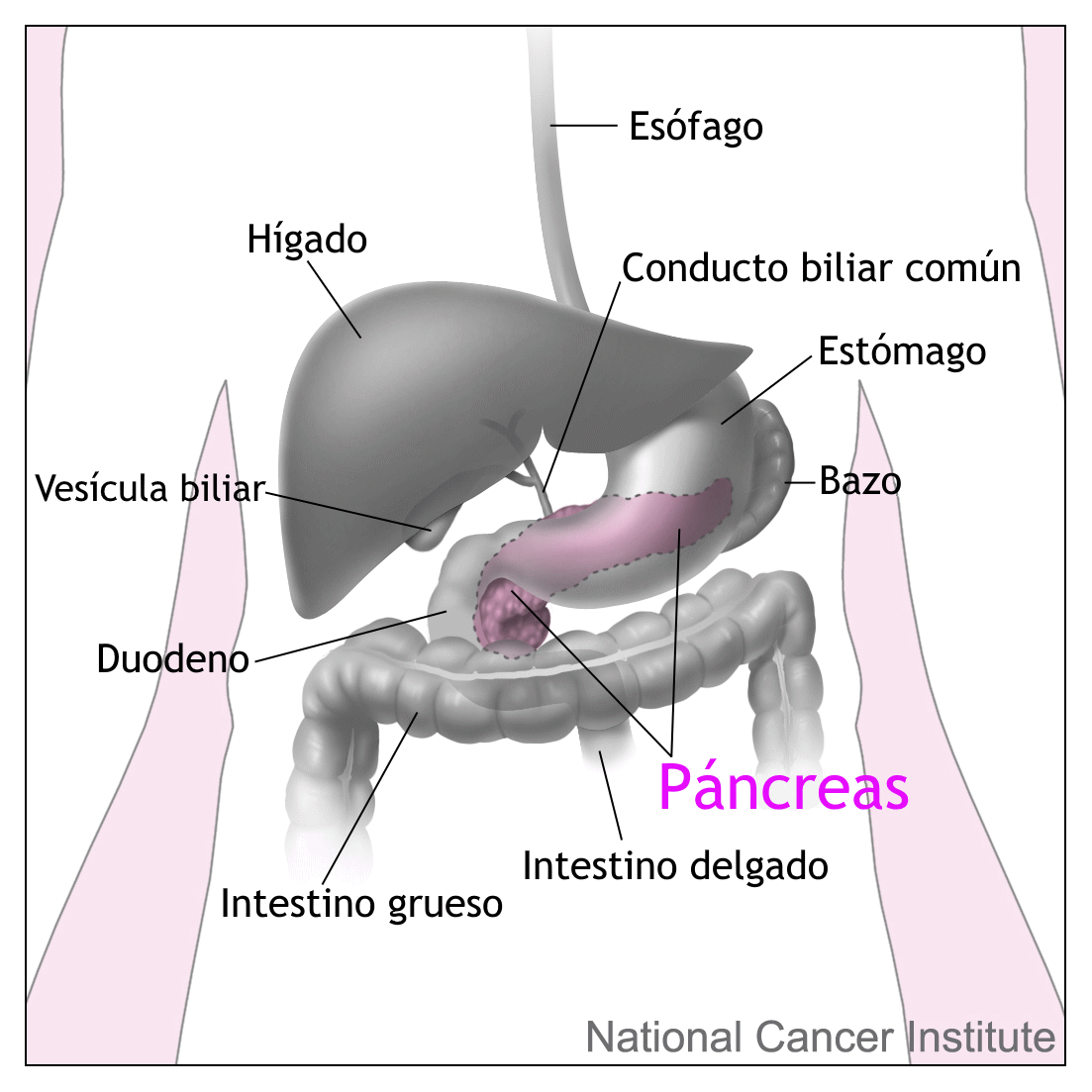
El páncreas y los órganos y estructuras cercanos del tubo digestivo